# بطولة العالم للدراجات على المضمار 1998
بطولة العالم للدراجات على المضمار 1998 هي الدورة ال95 من بطولة العالم للدراجات على المضمار، أجريت في بوردو، فرنسا.

## النتائج النهائية
| المسابقة                  | ذهبية                                                                              | فضية                                                                  | برونزية                                                                      |
| ------------------------- | ---------------------------------------------------------------------------------- | --------------------------------------------------------------------- | ---------------------------------------------------------------------------- |
| الرجال                    |                                                                                    |                                                                       |                                                                              |
| السرعة الفردية            | فلوريان روسو (FRA)                                                                 | ينس فيدلر (GER)                                                       | Laurent Gané (FRA)                                                           |
| سباق الكيلو متر ضد الساعة | أرنو تورنانت (FRA)                                                                 | شين كيلي (AUS)                                                        | إيرين هارتويل (USA)                                                          |
| سباق المطاردة الفردية     | Philippe Ermenault (فرنسا)                                                         | فرانسيس مورو (فرنسا)                                                  | روبرت برتكو (ألمانيا)                                                        |
| سباق المطاردة الفرقية     | ألكسندر سيمونينكو · سيرغي ماتفيف · أولكسندر فيدينكو · Olexandr Klimenko · أوكرانيا | Christian Lademann · دانيال بيك · روبرت برتكو · جويدو فولست · ألمانيا | Andrea Collinelli · أدلر كابيلي · Cristiano Citton · ماريو بينيتون · إيطاليا |
| السرعة الفردية للفرق      | Vincent Le Quellec · فلوريان روسو · أرنو تورنانت · فرنسا                           | يوم داني · شين كيلي · غراهام شارمان · أستراليا                        | سورين لسبريغ · Stefan Nimke · Eyk Pokorny · ألمانيا                          |
| السباق الأمريكي (ماديسون) | اتيان دي وايلد · ماثيو غيلمور · بلجيكا                                             | سيلفيو مارتينيلو · Andrea Collinelli · إيطاليا                        | أندرياس كابس · ستيفان ستينويج · ألمانيا                                      |
| الكيرين                   | ينس فيدلر (GER)                                                                    | Ainars Kiksis (LAT)                                                   | Laurent Gané (FRA)                                                           |
| سباق النقاط               | جوان يانيراس (ESP)                                                                 | أندرياس كابس (GER)                                                    | سيلفيو مارتينيلو (ITA)                                                       |
| السيدات                   |                                                                                    |                                                                       |                                                                              |
| السرعة الفردية            | فيليسيا بالينغر (FRA)                                                              | ميشيل فيريس (AUS)                                                     | تانيا دوبنيكوف (CAN)                                                         |
| سباق 500 متر ضد الساعة    | فيليسيا بالينغر (4) (FRA)                                                          | تانيا دوبنيكوف (CAN)                                                  | ميشيل فيريس (AUS)                                                            |
| سباق المطاردة الفردية     | لوسي تايلر شارمان-Sharman (AUS)                                                    | ليونتين فان مورسل (NED)                                               | جوديث أرندت (GER)                                                            |
| سباق النقاط               | ماريا تيودورا أدوراثيون روانو (ESP)                                                | بيليم غيريرو (MEX)                                                    | أولغا سليوساريفا (RUS)                                                       |